# Noel Gallagher
Noel Thomas David Gallagher (* 29. května 1967) je britský hudebník, zpěvák a skladatel. Proslavil se jako kytarista, příležitostný zpěvák a skladatel rockové kapely Oasis. Vyrostl v Burnage v Manchesteru a když mu bylo třináct, začal se učit hrát na kytaru. Po řadě příležitostných prací na stavbách začal v roce 1988 pracovat jako bedňák pro místní manchesterskou kapelu Inspiral Carpets. Když s nimi byl na americkém turné, dozvěděl se, že jeho bratr Liam Gallagher založil vlastní kapelu The Rain, která si nakonec změnila jméno na Oasis. Po svém návratu do Anglie se Gallagher stal jejím kytaristou a skladatelem.
Debutové album Oasis Definitely Maybe (1994) znamenalo začátek jejich cesty ke slávě v britpopovém hnutí. Jejich druhé album (What's the Story) Morning Glory? (1995) dosáhlo v mnoha zemích na vrchol albových hitparád a třetí album Oasis Be Here Now (1997) se stalo nejrychleji se prodávajícím albem v britské historii. Ale popularita britpopu začala klesat a dalším dvěma albům Oasis se nepodařilo tento trend změnit. Nicméně jejich poslední dvě alba Don't Believe the Truth (2005) a Dig Out Your Soul (2008) byla oslavována jako největší úspěchy Oasis za celou dekádu. 28. srpna 2009, po prudké hádce s Liamem před koncertem v Paříži, oznámil Gallagher svůj odchod z Oasis a 29. října 2009 potvrdil, že se vydá na sólovou dráhu. Poté Gallagher založil Noel Gallagher's High Flying Birds.
Gallagherovo působení s Oasis bylo poznamenáno mnoha spory s Liamem. Vzájemné rvačky a divoký životní styl obou bratrů pravidelně plnil titulky britského bulvárního tisku. Gallagher byl také často považován za průkopníka britpopového hnutí. Na hudbu Oasis ale úplně nezanevřel – v roce 2016 například osobně zremixoval song „D'You Know What I Mean?“ pro reedici legendárního alba Be Here Now.
Noel Gallagher je stejně jako jeho bratr Liam velkým fanouškem fotbalového klubu Manchester City.

## Diskografie

### Alba
- 2009: The Dreams We Have as Children – Live at the Royal Albert Hall
- 2011: Noel Gallagher's High Flying Birds
- 2015: Chasing Yesterday
- 2017: Who Built The Moon?
- 2023: Council Skies